# Technoréalisme
Le technoréalisme est une idéologie qui se situe entre le techno-utopianisme et le néo-luddisme en comprenant les implications sociales et politiques des technologies afin que les gens puissent avoir plus de contrôle sur leur avenir.
Le technoréalisme est apparu au début des années 1990 et a été introduit par Douglas Rushkoff et Andrew Shapiro (en). Leur manifeste décrivait le terme comme une nouvelle génération de critique culturelle dont le but n'était pas de promouvoir ou de rejeter la technologie, mais de la comprendre afin que son application puisse être alignée sur les valeurs humaines fondamentales.
Le technoréalisme suggère qu'une technologie, aussi révolutionnaire qu'elle puisse paraître, reste une continuation de révolutions similaires tout au long de l'histoire de l'humanité.

## Approche
L'approche technoréaliste implique un examen critique continu de la manière dont les technologies pourraient aider ou entraver les personnes dans leur lutte pour améliorer leur qualité de vie, leurs communautés et leurs structures économiques, sociales et politiques. 
Bien que le technoréalisme ait commencé par se concentrer sur les préoccupations américaines en matière de technologies de l'information, il s'est transformé en un mouvement intellectuel international avec une variété d'intérêts tels que la biotechnologie et la nanotechnologie.